# テンプル・スタンヤン
テンプル・スタンヤン（英語: Temple Stanyan FRS、1675年2月8日 – 1752年3月25日）は、グレートブリテン王国の政治家、作家。18世紀末までギリシャ史を学ぶ者の必読書となった著作『ギリシャ史』（Grecian History, from the Original of Greece, to the Death of Philip of Macedon、1707年初版、1739年第2版）で知られる。兄に外交官エイブラハム・スタンヤンがいる。

## 生涯

### 生い立ち
ローレンス・スタンヤン（Lawrence Stanyan、1725年没、商人・農家）とドロシー・ナップ（Dorothy Knapp、1730年没、ヘンリー・ナップの娘）の五男として、1675年2月8日にミドルセックスのモンケン・ハッドリーで生まれた。「テンプル」という名前は母の姉妹の夫にあたる第3代準男爵サー・リチャード・テンプルに由来するとされる。1691年にクイーンズ・スカラとしてウェストミンスター・スクールに入学、1695年6月18日にオックスフォード大学クライスト・チャーチに入学したが、学位を修得しなかった。
1697年にリチャード・テンプルが死去すると、スタンヤンはオックスフォードシャーにあるウッドコート（ローリンズ（Rawlins）とも）の邸宅を継承した。

### 政治家として
1697年11月には兄エイブラハムがテンプルを国務大臣秘書官に就かせようとしており、1715年までに成功したとされる。
1715年10月15日に北部省政務次官に任命され、1717年4月20日に南部省政務次官に転じ、1718年に解任されたが、以降も少なくとも1721年まで（当時の慣習通りに）外国駐在大使館からの文通を受け続けた。1719年2月5日、兄エイブラハムの後任として枢密院秘書官の1人に就任した。その後、1724年から1735年まで南部省政務次官を再任した。

### 著述業
1707年にGrecian History, from the Original of Greece, to the Death of Philip of Macedon（ギリシャの起源からピリッポス2世の死去までのギリシャ史に関する著作。下記では『ギリシャ史』と表記）の初版を著し、ジェイコブ・トンソンにより出版された。1739年に内容を拡充して再版した（ロンドン、八折り判、2巻）後、ドゥニ・ディドロによるフランス語訳（1743年、パリ、十二折り判、3巻）が出版された。
『ギリシャ史』は出版から数十年間の間ギリシャ史を学ぶ者の必読書になり、それが揺らぐのはウィリアム・ミットフォードの『ギリシャ史』（1784年から1810年にかけての出版）が出版されてからのことだった。
1726年5月12日、フランシス・ニコルソンの推薦で王立協会フェローに選出された。
文人のジョゼフ・アディソンとは親しい友人であり、アディソンのお世辞嫌いな性格に関するアネクドートには下記のものがある。スタンヤンとアディソンは腹を割って話せる仲だったが、あるとき急にまとまった金が必要なスタンヤンはアディソンに借金した。すると、スタンヤンはそれまでの態度と違い、アディソンの言葉に反論しなくなった。そして、2人が直前に議論した問題が再び話題に上がると、スタンヤンは沈黙して、アディソンの主張に反論しなかった。アディソンは不機嫌になり、「私〔の言葉〕に反論するか、金を返して」（Sir, either contradict me or pay me my money）と苛立って言ったという。
ギリシャ史以外では1735年にグリニッジ病院のジョージ2世像のラテン語銘文を書いた。

### 死去
1752年3月25日にオックスフォードシャーのローリンズ（Rawlins）にある自邸で死去した。死後、未亡人グレースがローリンズの邸宅を継承し、1768年にグレースが死去するとスタンヤンとの間の娘キャサリンが継承したが、1787年に売却された。

## 家族
1人目の妻はエリザベス・ボイス（Elizabeth Boys、旧姓シャーリー（Shirley））だった。1721年1月3日にスザンナ・ホッブス（Susannah Hobbs、1689年洗礼 – 1725年3月23日）と再婚したが、2人に子供はおらず、1726年4月28日にグレース・ポーンスフォート（Grace Pauncefort、1692年/1693年 – 1768年6月10日、グリムボールド・ポーンスフォートの娘）と再婚して、1女をもうけた。
- キャサリン（1726年頃 – 1801年2月19日[3]） - 1759年1月4日、チャールズ・ハーディー（英語版）と結婚、子供あり[9]